# René Bouscat
Ne doit pas être confondu avec René Bousquet.
René Bouscat, né le 7 septembre 1891 à Thuir et mort le 22 juin 1970 à Paris, est un général d'armée aérienne français, grand-croix de la Légion d'Honneur, médaillé militaire.

## Biographie

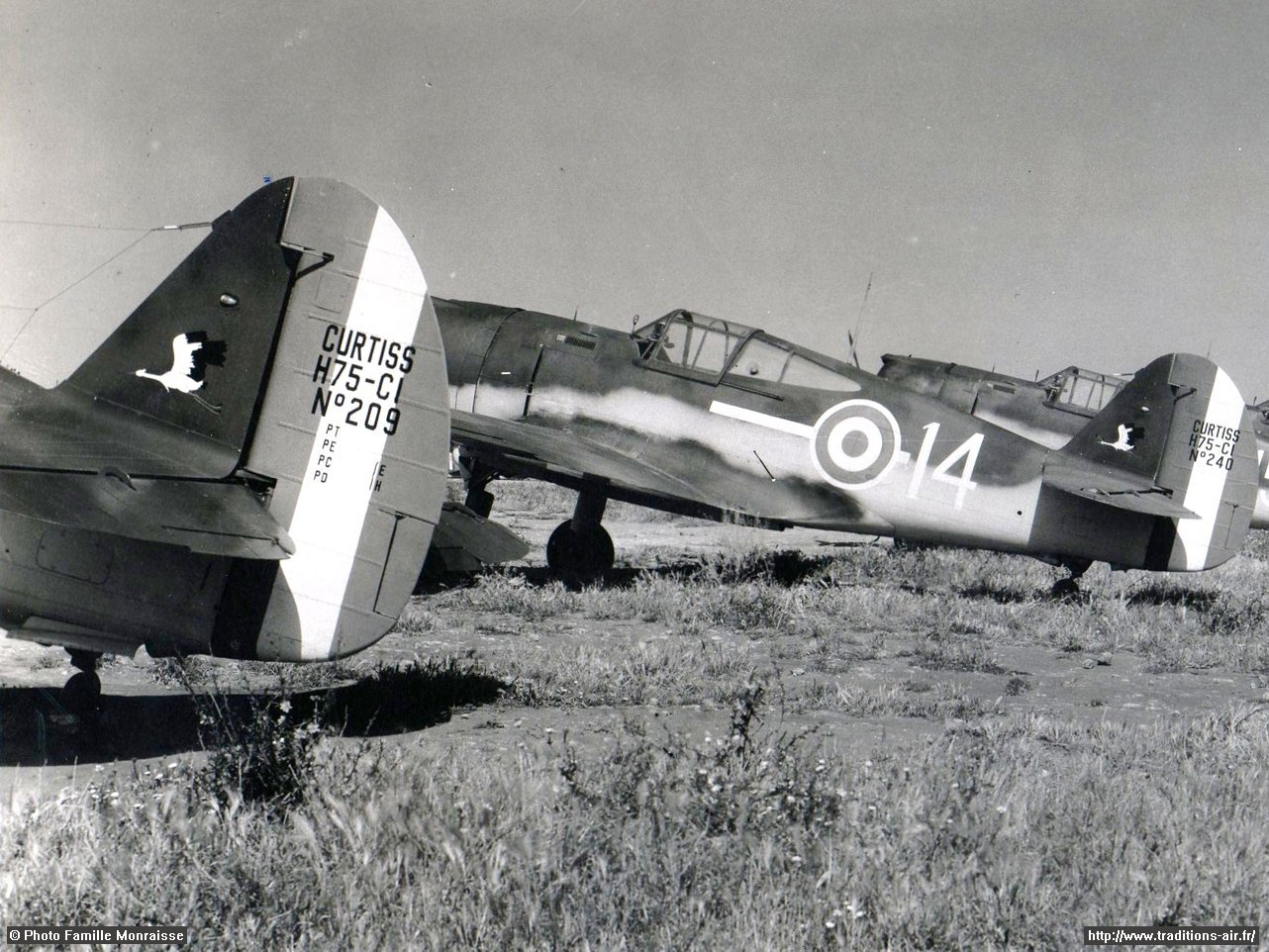
Chasseurs français Curtiss P-36 Hawk de fabrication américaine à Casablanca en 1941 : ils sont engagés dans la bataille de France en 1940 et dans la campagne de Tunisie en 1942-1943.

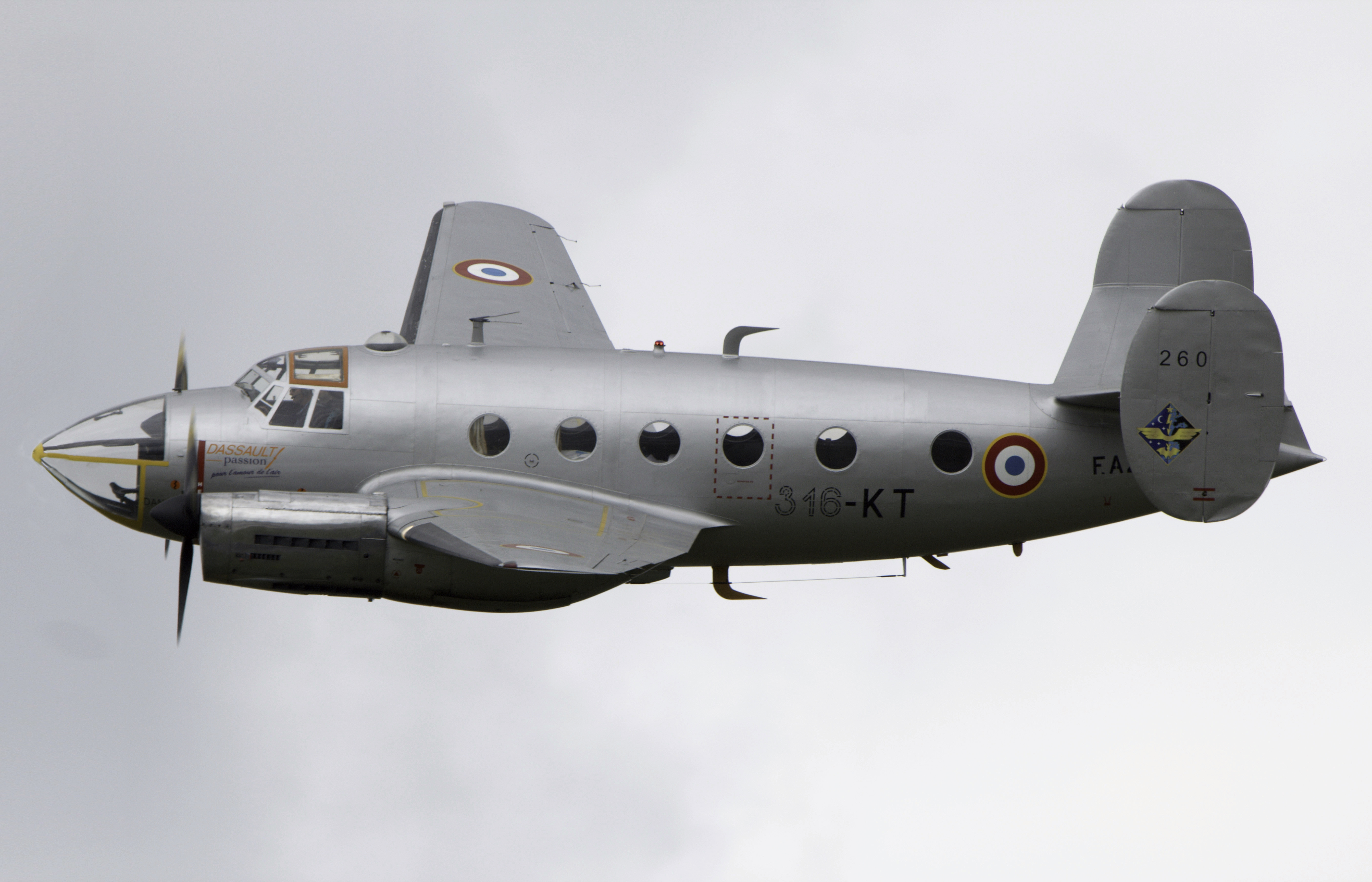
Bimoteur MD Flamant lors d'une démonstration en 2010.

Né à Thuir dans les Pyrénées-Orientales, il participe avant les conflits mondiaux à des opérations coloniales et à une des croisières Citroën.
Ancien officier d'infanterie passé dans l'aviation durant la Première Guerre mondiale, il est chef de cabinet du ministère de l'Air en 1938.
Lors de la première mobilisation de 1939, il commande l'armée aérienne d'Afrique du Nord puis, en 1940, les forces aériennes du groupe d'armées de l'Est. Mis en congé d'armistice par Bergeret, il entre dans la Résistance en 1941, devenant membre du réseau Alliance dont il dirige la branche algérienne. Chef d'état major général des forces aériennes françaises en juillet 1943, il fusionne les FAFL et l'Armée de l'air de Vichy.
René Bouscat est général d'armée aérienne, et chef d'état-major général de l'Armée de l'air du 1er juillet 1943 au 30 octobre 1944, puis du 28 février 1946 au 6 septembre 1946.
En tant que chef d'état-major général, le 6 avril 1946, il crée une « commission de dégagement » chargée de mener à terme l'épuration des cadres militaires commencée par le général Cochet. Il demande à la commission chargée du classement des officiers, présidée par le général Guillot, de juger d'abord de leur attitude patriotique entre 1940 et 1945, ensuite de leur aptitude professionnelle et enfin de leur potentiel militaire. Cependant, les listes dressées par la commission entrent en discordance avec celles établies par le ministre Edmond Michelet : celui-ci veut conserver au moins 80 officiers exclus par la commission Guillot et dont les compétences lui paraissent indispensables. Bouscat se montre solidaire de Guillot mais, après son départ en septembre 1946, son successeur le général Paul Gérardot réintègre les 80 « dégagés ». Comme chef d'état-major aérien, en 1946, une polémique oppose Bouscat au général Juin, chef d'état-major de l'armée de terre : Bouscat demande davantage de moyens financiers pour la reconstitution des forces aériennes alors que Juin réclame la priorité pour les forces terrestres et voudrait limiter l'aviation à un rôle d'appui tactique. Bouscat proteste contre un partage des tâches qui renoncerait à l'idée de supériorité aérienne et réduirait l'armée de l'Air à des missions de « police coloniale ». La commission présidée par le général Guyot arbitre en faveur des thèses de Juin,.
Le plan d'armement de cinq ans présenté par Bouscat le 19 juillet 1946 doit s'adapter à ces exigences. Il est centré sur le MD 315, appareil de liaison et de transport adapté aux missions coloniales, qui doit relayer les Ju 52 récupérés sur la Luftwaffe : le MD 315 sera livré à 137 exemplaires. Un programme de chasseurs à réaction est mis à l'étude sans débouché immédiat.
Bouscat est Grand-croix de la Légion d'honneur (décret du 16 juin 1945), et le 13 juillet 1946 devient titulaire de la Médaille militaire.

## Distinctions
- Croix de guerre 1914–1918
- Croix de guerre 1939–1945
- Grand-croix de la Légion d'honneur (1945)
- Médaille militaire
- Médaille de la Résistance française

## Ouvrages
- René Bouscat, Étude sommaire sur l'aviation marchande française, Éditions Ailes de France, 1942 (ASIN B0018HIFGK)
- René Bouscat, Quête malhabile, Éditions du Scorpion, 1961 (ASIN B0014Y6NZW)
- René Bouscat, De Gaulle - Giraud, dossier d'une mission, Flammarion, 1967  (ISBN 978-2080600066)